# Louis Napoléon Eugène Jules Jean Espinasse
Louis Napoléon Eugène Jules Jean Espinasse (Parigi, 21 dicembre 1853 – Parigi, 7 marzo 1934) è stato un generale francese.
Era figlio del noto generale Espinasse morto nella battaglia di Magenta.

## Biografia
Figlio del generale Charles-Marie-Esprit Espinasse e di sua moglie, Marie Festugière, Louis Napoleon nacque a Parigi nel 1853.
Rimasto orfano di suo padre, morto sul campo nel corso della battaglia di Magenta nel 1859, venne allevato assieme ai figli di Napoleone III, divenendo così molto amico di Napoleone Eugenio Luigi Bonaparte, principe imperiale, durante il periodo in cui la famiglia imperiale fu esiliata in Inghilterra. Resterà uno degli amici più fidati del principe ereditario durante tutta la sua vita. Rientrato in Francia, entrò nella École spéciale militaire de Saint-Cyr il 24 ottobre 1873, intenzionato come suo padre a seguire la carriera militare, ed il 1 settembre 1874 venne elevato al grado di caporale, poi a quello di sergente dal 7 dicembre 1874 · .
Prese parte a due campagne in Africa tra il 1885 ed il 1886, alla campagna militare in Tunisia nel 1889, ed a 3 campagne in Algeria tra il 1890 ed il 1897. Fece parte della divisione d'occupazione di Tonchino e dell'Annam tra il 1897 ed il 1899, presenziò nel corpo di spedizione in Cina tra il 1900 ed il 1901 e partecipò ad altre quattro campagne militari in Algeria tra il 1903 ed il 1909.
Divenuto generale di corpo d'armata, ottenne il comando del 15º corpo e prese parte durante la prima guerra mondiale ai combattimenti di Vassincourt ed alla battaglia della Marna (1914) del 12 settembre 1914. Avendo voluto salvare i suoi soldati massacrati dai mitraglieri tedeschi a Dieuze ed a Morhange, Espinasse venne rimosso dai propri incarichi per la responsabilità personale avuta in quella sconfitta; da quel momento la sua carriera militare venne irrimediabilmente compromessa.. Alla fine del conflitto si ritirò a vita privata e morì a Parigi nel 1934.